# دنپروفکا
دنپروفکا (انگلیسی: Dneprovka) یک شهرک در شهرستان میاکینسکی استان باشقیرستان کشور روسیه است.